# Världens sju nya underverk

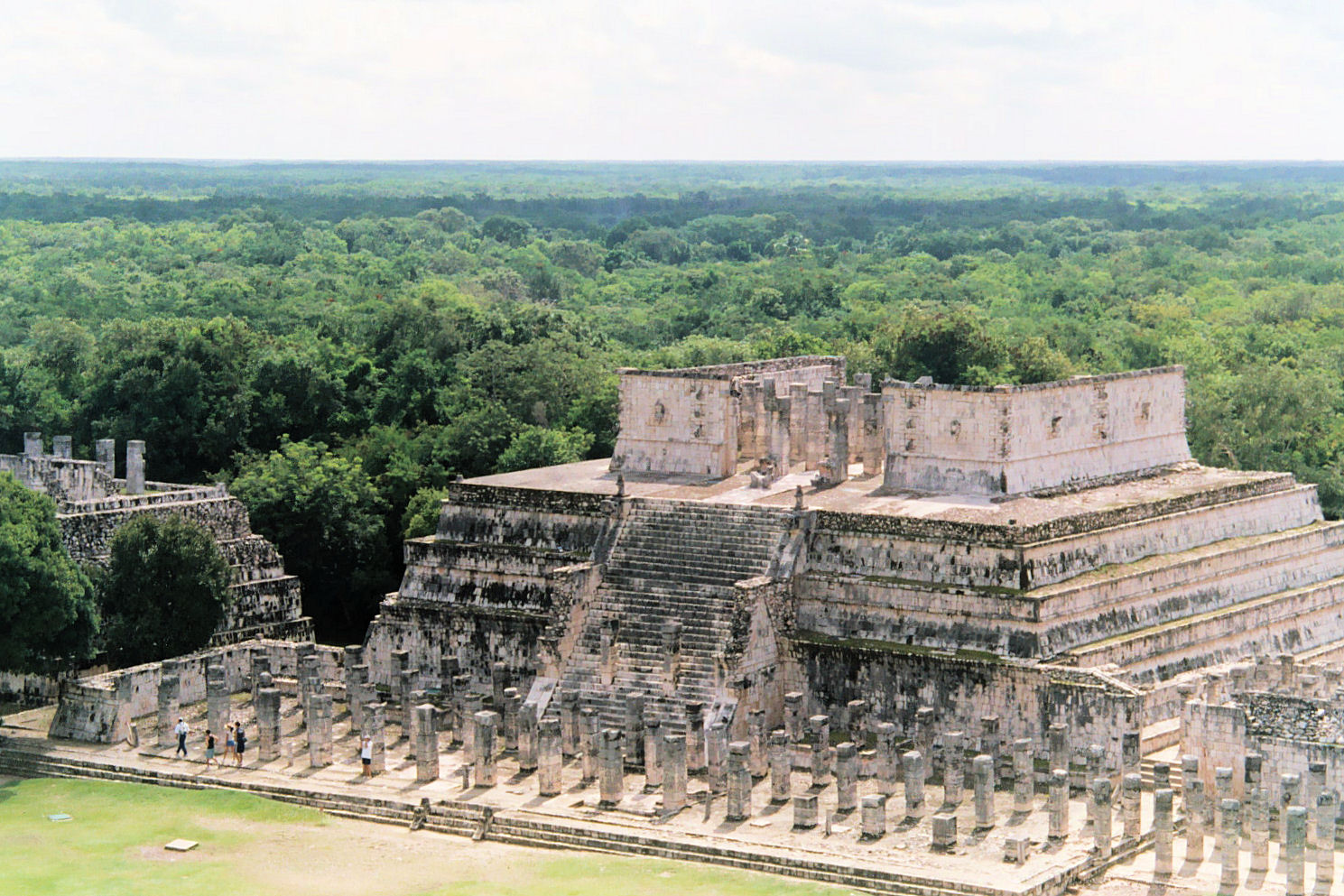
Chichén Itzá.

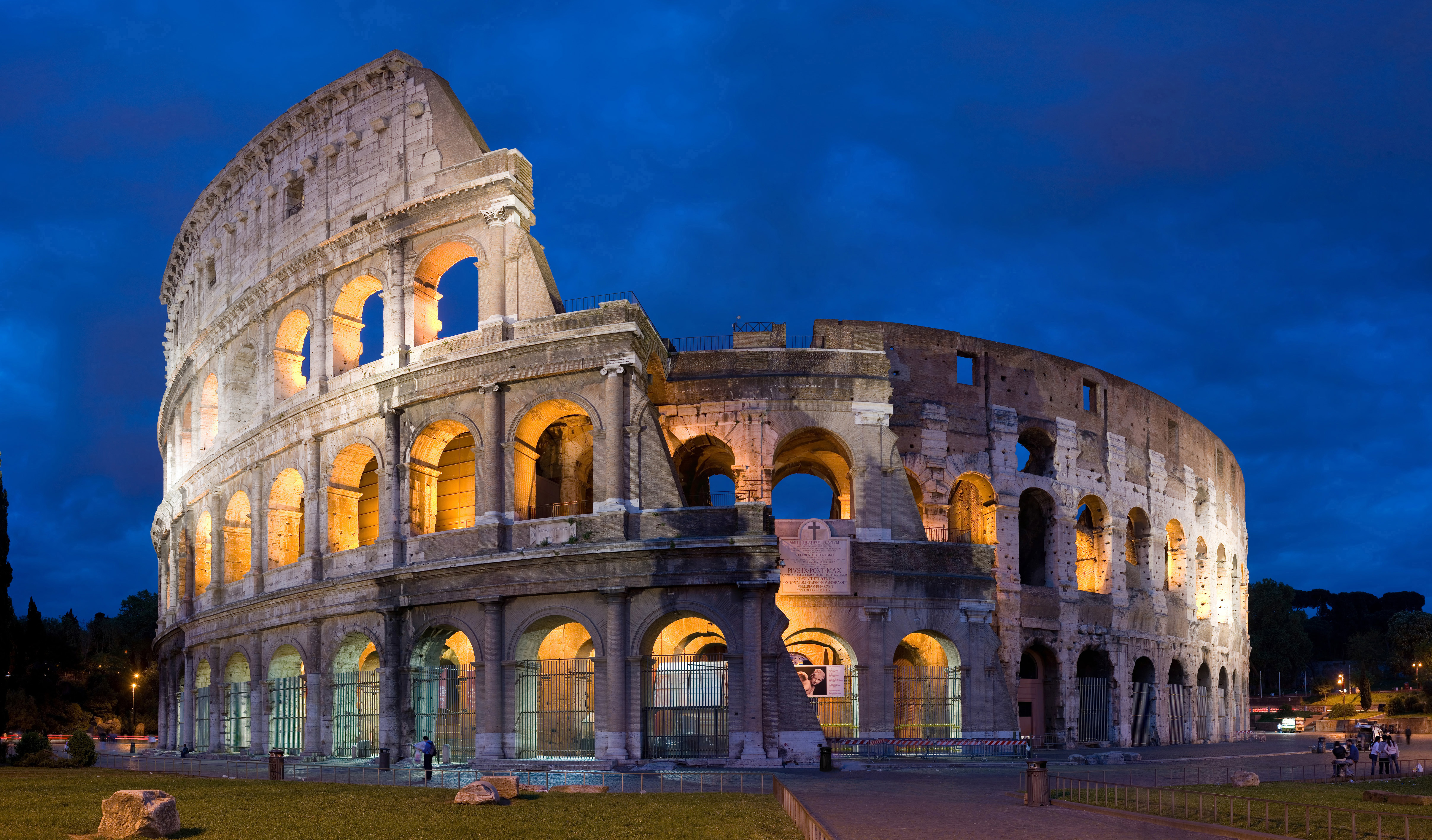
Colosseum.

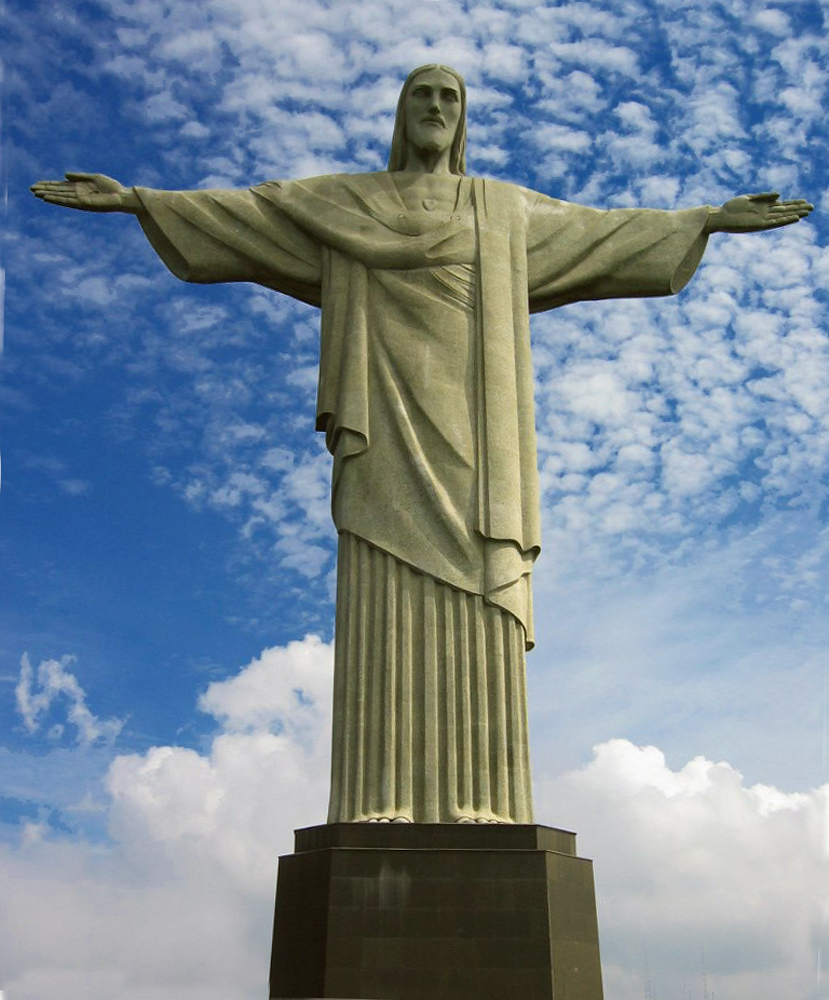
Cristo Redentor.

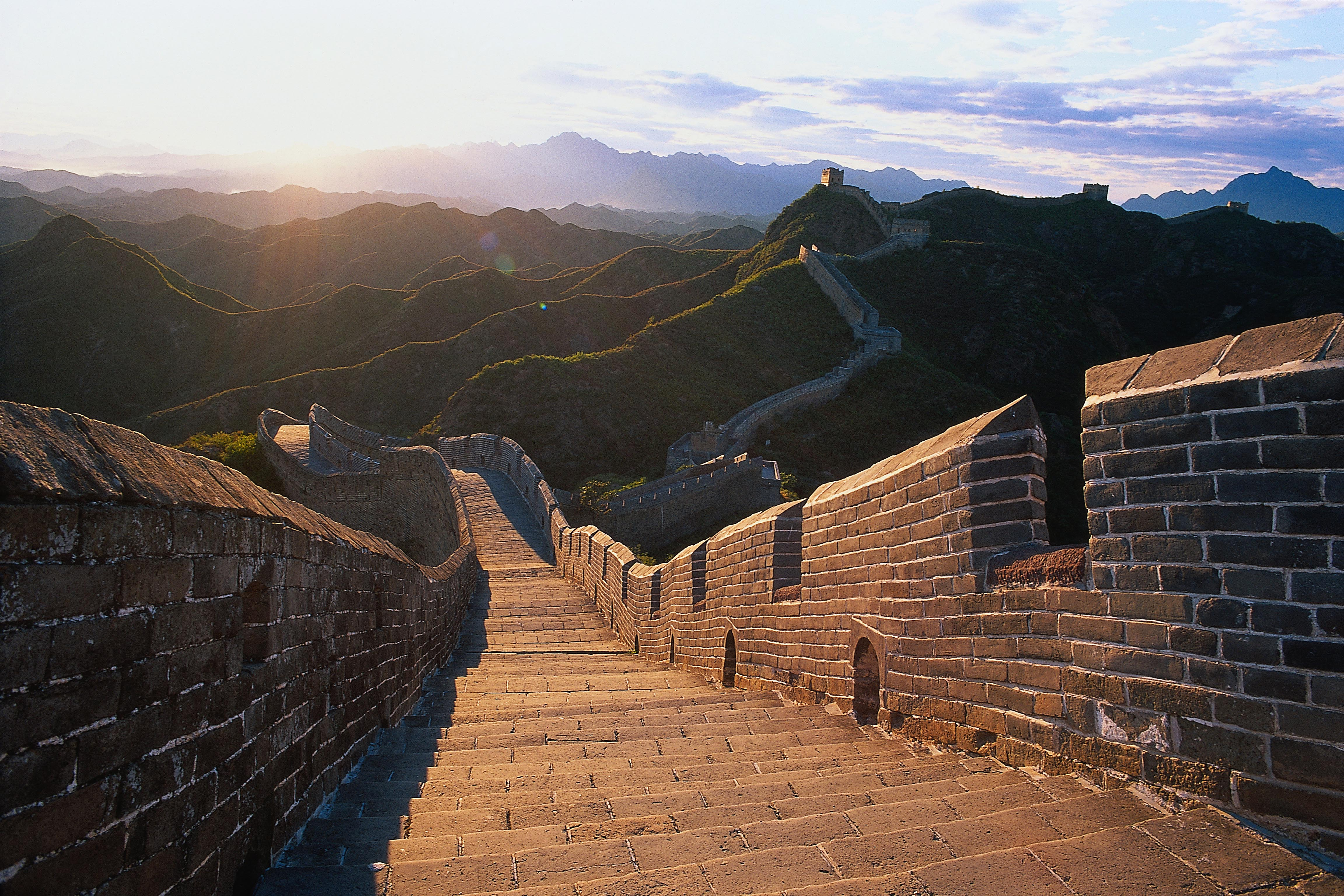
Kinesiska muren.

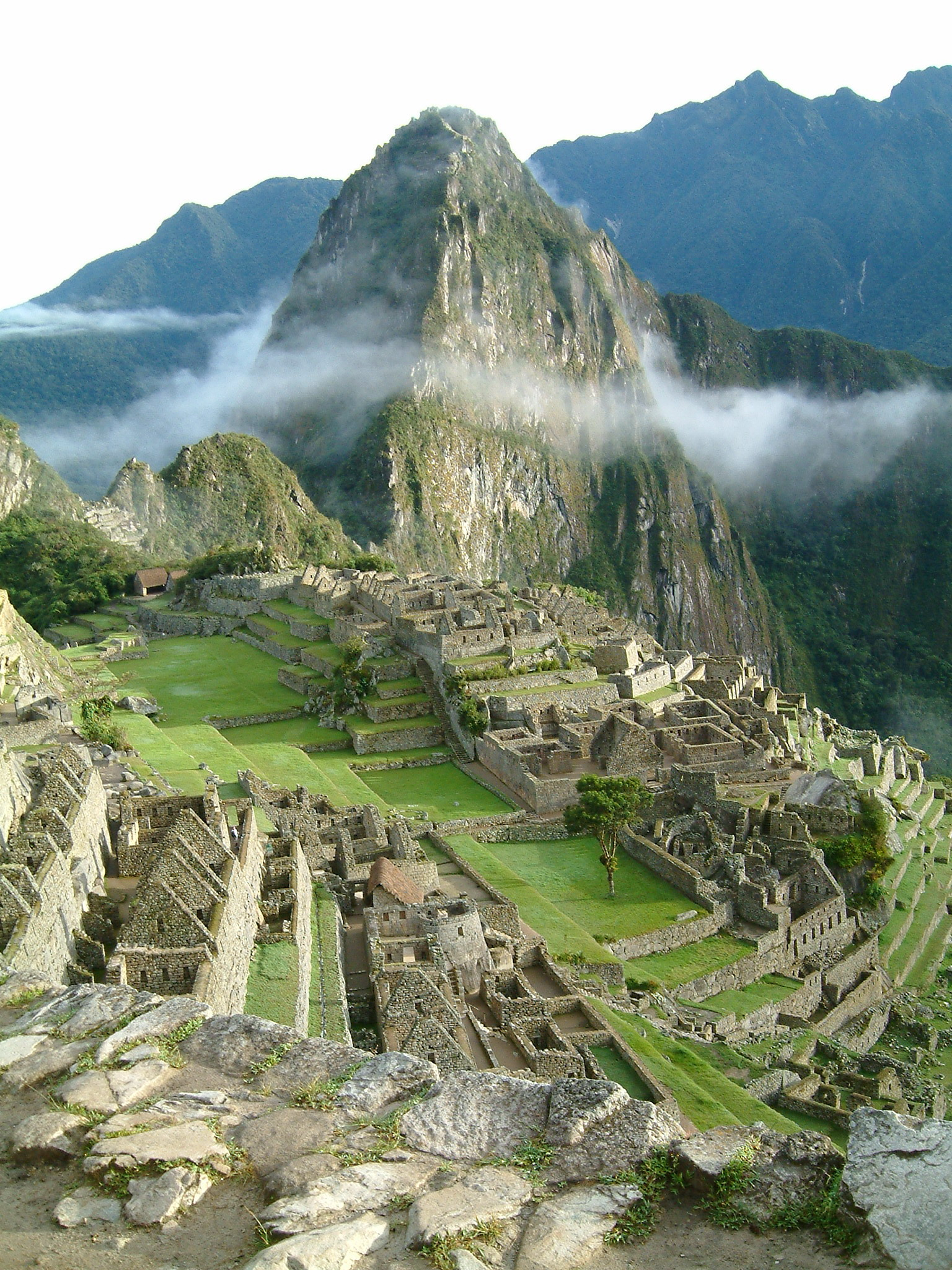
Machu Picchu.

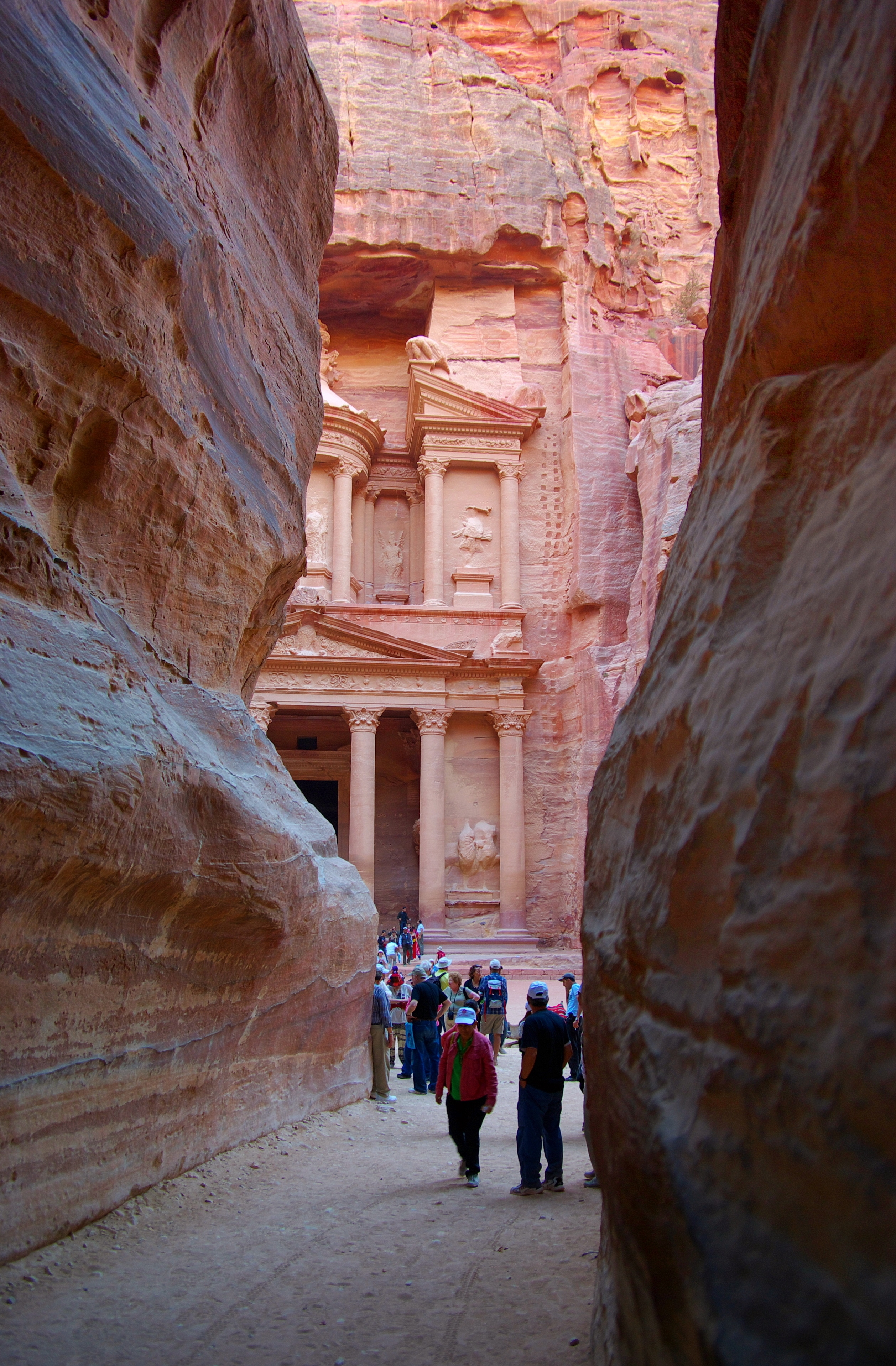
Petra.

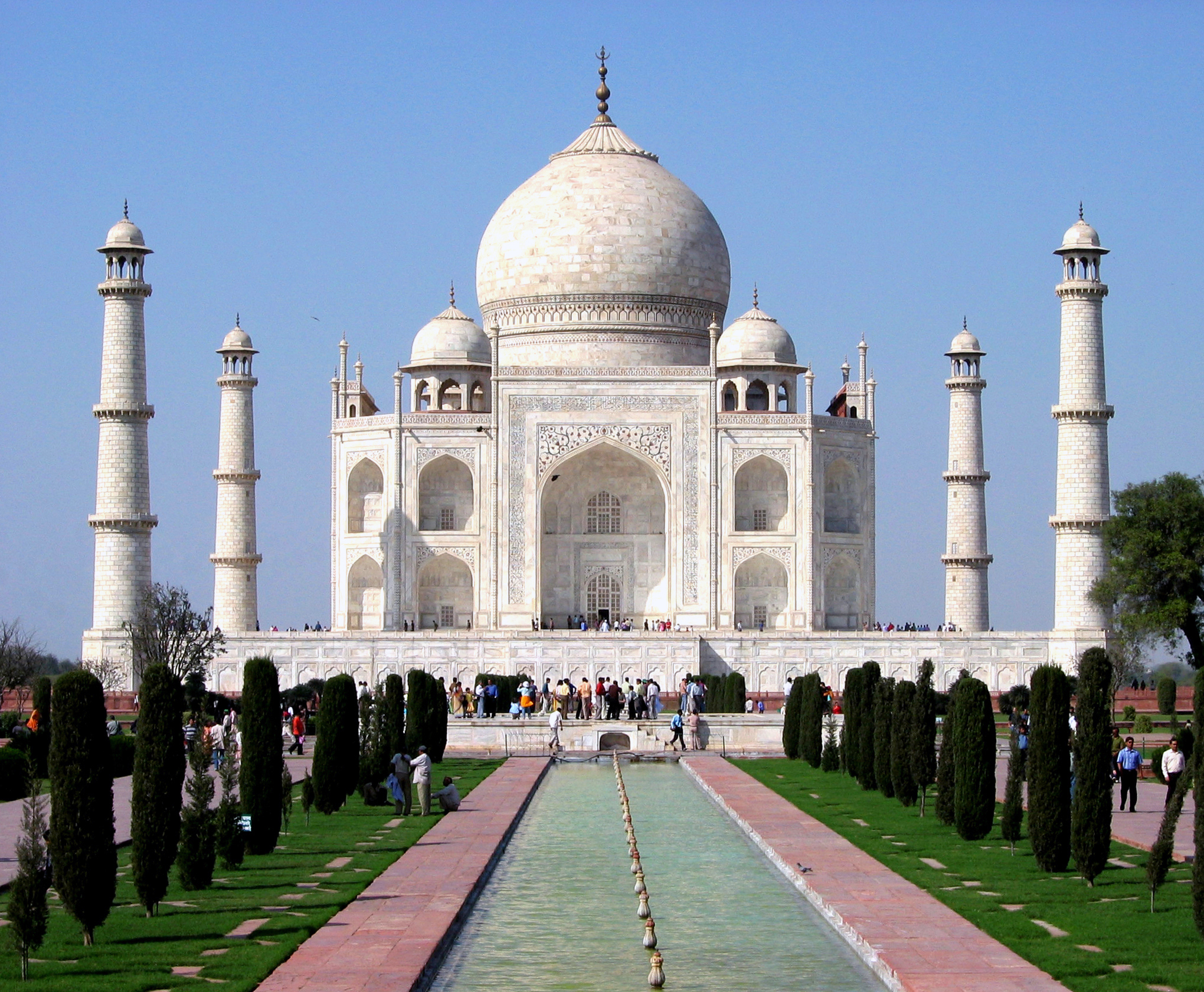
Taj Mahal.

Världens sju nya underverk är en av de moderna, alternativa förteckningar över världens sju underverk som har presenterats. Listan röstades fram av 100 miljoner människor i en global omröstning.
Orsaken till att man ville ha en ny lista är att alla de gamla underverken, undantaget Cheopspyramiden, är mer eller mindre förstörda. Den privata Schweiz-baserade organisationen New 7 wonders of the world organiserade omröstningen på sin webbplats och vem som helst kunde delta i omröstningen. 77 byggnadsverk världen över röstades fram och utifrån dessa valdes 21 finalister ut av jurymedlemmen Federico Mayor Zaragoza, som tidigare varit generalsekreterare i FN-organet Unesco.
Bland finalisterna fanns Eiffeltornet, Taj Mahal, Stonehenge, Frihetsgudinnan, Kinesiska muren, Kreml och Operahuset i Sydney. Ursprungligen fanns också Cheopspyramiden med bland de nominerade, men efter protester från Egypten fick monumentet istället "specialstatus". Även i den senare omröstningen kunde vem som helst rösta, och röstningen gjordes per telefon eller via e-post.

## Vinnare
Omröstningens resultat presenterades på en internationell gala i Estadio da Luz i Lissabon den 7 juli 2007. Vinnarna, och därmed Världens sju nya underverk, blev:
| Underverk       | Plats                     |
| --------------- | ------------------------- |
| Chichén Itzá    | Yucatan, Mexiko           |
| Colosseum       | Rom, Italien              |
| Cristo Redentor | Rio de Janeiro, Brasilien |
| Kinesiska muren | Kina                      |
| Machu Picchu    | Cuzco, Peru               |
| Petra           | Jordanien                 |
| Taj Mahal       | Agra, Indien              |

## Övriga finalister
| Underverk                                 | Egenskaper               | Plats                    | Bild                                                    |
| ----------------------------------------- | ------------------------ | ------------------------ | ------------------------------------------------------- |
| Akropolis                                 | Civilisation, Demokrati  | Aten, Grekland           | Akropolis                                               |
| Alhambra                                  | Värdighet, Dialog        | Granada, Spanien         | Alhambra                                                |
| Angkor Wat                                | Skönhet, Helighet        | Angkor, Kambodja         | Angkor Wat                                              |
| Eiffeltornet                              | Utmaning, Framgång       | Paris, Frankrike         |                                                         |
| Frihetsgudinnan                           | Generositet, Hopp        | New York, USA            | Frihetsgudinnan                                         |
| Hagia Sofia                               | Tro, Respekt             | Istanbul, Turkiet        | Sophia                                                  |
| Kiyomizutemplet                           | Klarhet, Stillhet        | Kyoto, Japan             | Kiyomizu-dera                                           |
| Kreml, Röda torget, och Vasilijkatedralen | Själsstyrka, Symbolik    | Moskva, Ryssland         | Kreml · Vasilijkatedralen och Kreml framför Röda torget |
| Neuschwanstein                            | Fantasi, Drömmar         | Füssen, Tyskland         | Neuschwanstein                                          |
| Stonehenge                                | Intrig, Uthållighet      | Amesbury, Storbritannien | Stonehenge                                              |
| Operahuset i Sydney                       | Abstraktion, Kreativitet | Sydney, Australien       | Operahuset i Sydney                                     |
| Moai på Påskön                            | Mysterium, Aktning       | Påskön, Chile            | Moai                                                    |
| Timbuktu                                  | Intellekt, Mystik        | Mali                     | Sankore Moskén i Timbuktu                               |

## Kritik

### UNESCO
United Nations Educational, Scientific and Cultural Organization (Unesco), fastslog i ett pressmeddelande den 20 juni 2007 att det inte har något att göra med det "privata initiativ" som UNESCO menar återspeglar "bara åsikterna hos de som har tillgång till Internet", och att det inte finns något samband mellan herr Webers medialiserade kampanj och det vetenskapliga och utbildningsinriktade arbete som UNESCO bedriver genom sin lista över världsarv. Omröstningen kan enligt UNESCO inte påverka bevarandet av de framröstade sju underverken.

### Egyptiska reaktioner
I Egypten har man varit kritisk till att pyramiderna i Giza, det enda av antikens sju underverk som finns kvar, inte hade en självskriven plats bland de nya sju underverken. Egyptens kulturminister Farouq Hosni kallade omröstningen "absurd" och ansåg att dess initiativtagare Weber mest syntes vara intresserad av att marknadsföra sig själv. Nagib Amin, en egyptisk expert på världsarv, har påpekat att omröstningen bara är kommersiell och inte har någon vetenskaplig grund.
Med anledning av den egyptiska kritiken plockades pyramiderna i Giza bort från omröstningen och erhöll "hedersstatus" av New7Wonders Foundation.